# Гострий гастрит
Гострий гастрит — це захворювання шлунка, один із двох видів гастриту. Гострий гастрит — гостре запалення шлунка, спричинене внутрішніми подразниками.
Гострий гастрит проявляється після попадання туди небезпечних подразнюючих хімічних речовин та вживання в цей час неякісної їжі. Часто трапляються випадки, коли гострий гастрит розвивається на фоні інших інфекційних хвороб, пов'язаних із порушеним обміном речовин.
Гастрит – запалення слизової оболонки шлунка. Гастрит виникає в результаті поганого харчуванні, і невмілому вживані алкогольних напоїв.
Гастрит ділиться на декілька форм:
- хронічний гастрит,
- гострий гастрит,
- гігантський гіпертрофічний гастрит,
- ерозивний і поліпозний гастрит,

У свою чергу, гострий гастрит ділиться на:
- простий (запалюється тільки поверхня слизуватої оболонки шлунку)
- корозивний (крім поверхні слизуватої оболонки шлунку, запалюється також більш глибокий шар, внаслідок чого утворяться ерозія, некроз і геморрагія)
- флегмонозний (запалення слизуватої шлунка супроводжується виділенням гною).

Також гастрит розрізняють по ступені секреторних відхилень. Він може проходити з підвищеною або зниженою кислотністю.
На розвиток гастриту впливає поганий стан зубів. Карієс сприяє проникненню інфекції в шлунок, що створює сприятливе середовище для розвитку різних кишкових інфекцій. Тому, щоб уникнути захворювання гастриту вам потрібно звернутися до стоматолога.
Ще одна класифікація гастриту містить у собі поверхневий гастрит, гастрит зі зміною слизуватої оболонки, з поразкою залоз без атрофії і атрофічний.
По області поширення виділяють:
- антральний
- хронічний
- ізольований хронічний гастрит.

Також гастрит може бути первинним і вторинним.
В 10% випадків гастрит є причиною виникнення раку шлунка.
Основними ускладненнями після гастриту можуть бути утворення фляків на слизуватої шлунка, перитоніт, рухова недостатність шлунка, гострий медіастинит, дисфагія, мікрогастрія і т.д. У деяких випадках при гастриті можливий летальний результат.

## Процеси, що відбуваються під час захворювання
Роздратований шлунок починає через силу переварювати грубу їжу, що ще більше підсилює його запалення. Занадто холодна або гаряча їжа також сприяє розвитку запального процесу. Щоб не захворіти слід уникати фаст-фудів і напів фабрикатів — це не корисна їжа для вашого шлунка.
При гастриті слизова оболонка шлунка може повністю відновитися не раніше, ніж через 15-20 днів. При лікуванні слід вживати рослинні продукти які містять клейковину і уникати гострої їжі та страв із високою кислотністю. Категорично забороняється алкоголь.
Але при вживанні алкогольних напоїв найчастіше виникає простий або коррозивний гастрит. Після потрапляння в шлунок спиртного розвиваються дистрофія і некробіотичні ушкодження поверхневого шару слизуватої. При хронічному гастриті порушується робота шлунка, пов’язана з його моторною, секреторною і іншою функціями. Це зі свого боку призводить до дистрофічних і запальних змін поверхневого епітелію, а також гальмує процес регенерації.
Запальний процес у шлунку відбувається дуже швидко, він може початися вже через 2-4 години після потрапляння алкоголю в шлунок. Основними симптомами є почуття важкості в животі, нудота, блювота, метеоризм, понос, втрата апетиту, частішання пульсу, підвищення температури тіла, зміна кольорів шкіри і слизуватих (бліднуть), неприємний присмак у роті, підвищене слиновиділення, світлий наліт язика і збільшення кількості лейкоцитів у крові.
Такий стан може тривати 2-6 днів. Після цього починається зворотний процес: кислотність поступово знижується, слизиста оболонка червоніє, може відбутися крововилив. При утворенні виразок людина відчуває печію і біль у роті, шлунку і стравоході. Кілька разів у день може бути блювання з домішками жовчі, крові і слизу.